# Quist microbiològic

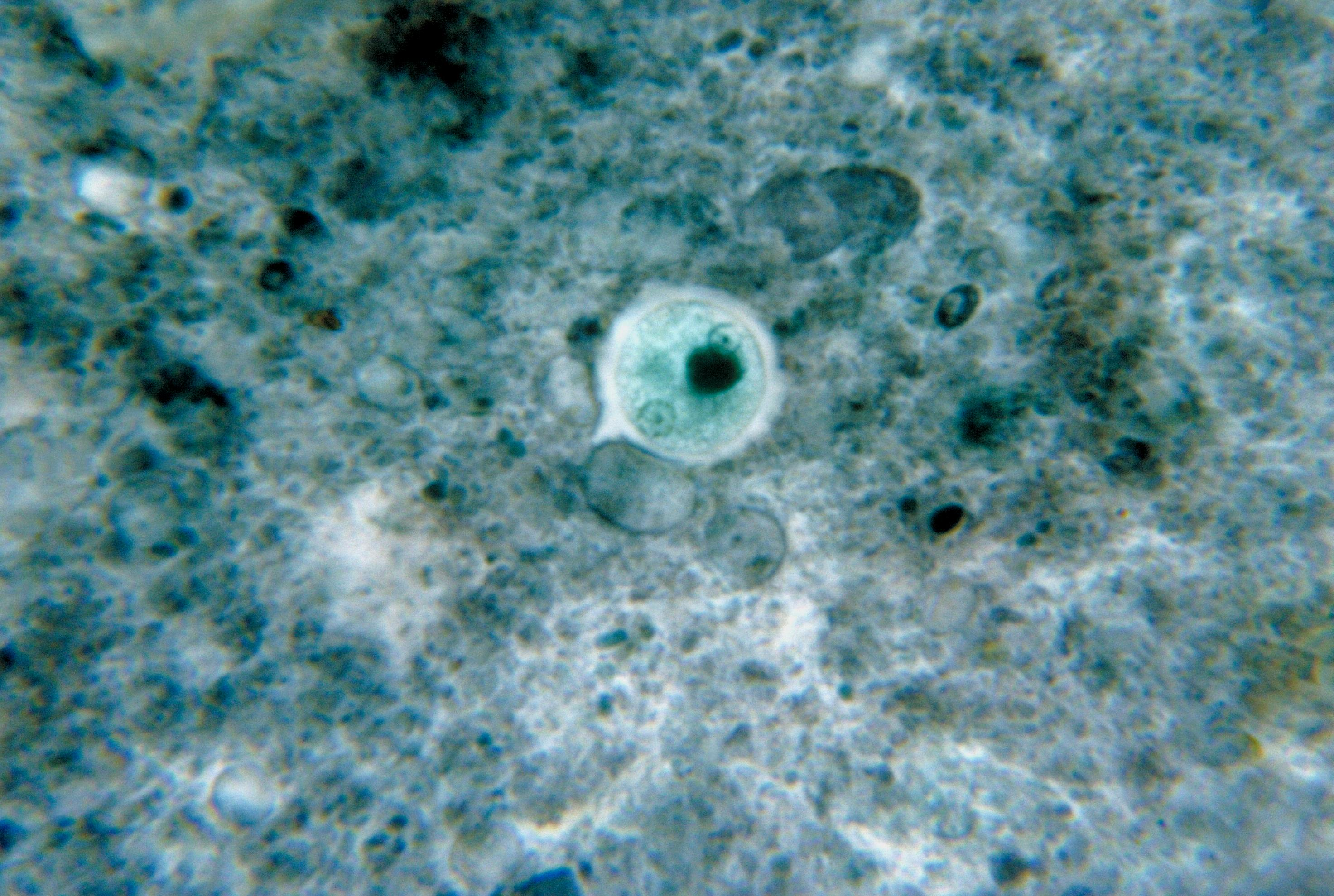
Quist de Entamoeba histolytica.

Un quist microbiològic és un estat de repòs o inactivitat d'un microorganisme, emprat per bacteris, protistes o rarament per animals invertebrats, que ajuda a l'organisme a sobreviure en condicions ambientals desfavorables. Pot considerar-se com un estat d'animació suspesa en el qual els processos metabòlics de la cèl·lula són enlentits i cessen activitats com l'alimentació o la locomoció. L'enquistamient també ajuda al microbi a dispersar-se amb facilitat, des d'un hoste a un altre o cap a un ambient més favorable. Quan l'organisme enquistat aconsegueix un ambient favorable per al seu creixement i supervivència, la barrera quística es trenca, i l'organisme es desenquista i madura en un trofozoït.

## Història i terminologia
La idea que els microbis podien assumir temporalment un estat alternatiu de l'ésser per a suportar canvis en les condicions ambientals va començar amb les idees d'Antonie van Leeuwenhoek 1702 sobre Animalcules, actualment coneguts com a rotífers:
«He col·locat sovint els Animalcules que he descrit abans fora de l'aigua, sense deixar la quantitat d'un gra de sorra adjacent a ells, per a veure si quan tota l'aigua al voltant d'ells s'evaporava i eren exposats a l'aire els seus cossos esclataven, com havia vist sovint en altres Animalcules. Però ara vaig trobar que quan gairebé tota l'aigua s'evaporava, de manera que la criatura ja no podia cobrir-se d'aigua, ni moure's com de costum, llavors es contreia en una figura ovalada, i en aquest estat romania, ni vaig poder percebre que la humitat s'evaporés del seu cos, perquè conservava la seva forma ovalada i rodona, il·lesa.«
Leeuwenhoek va continuar més tard el seu treball amb rotífers per a descobrir que quan retornava els cossos secs a les seves condicions aquàtiques preferides, recuperaven la seva forma original i començaven a nedar de nou. Aquestes observacions no van calar en la comunitat microbiològica general de l'època, i el fenomen, tal com el va observar Leeuwenhoek, mai va rebre un nom.
En 1743, John Turberville Needham va observar el ressorgiment de la fase larvària enquistada del paràsit del blat, Anguillulina tritici i més tard va publicar aquestes troballes en New Mircoscopal Discoveries (1745). Diversos altres van repetir i van ampliar aquest treball, referint-se informalment als seus estudis sobre el «fenomen de la reviviscència».
A la fi de la dècada de 1850, la reviviscència es va veure embolicada en el debat entorn de la teoria de la generació espontània de la vida, la qual cosa va portar a dos científics molt implicats a banda i banda de la qüestió a sol·licitar a la Societat Biològica de França una revisió independent de les seves conclusions oposades sobre aquest tema. Doyere, que creia que els rotífers podien dessecar-se i revitalitzar-se, i Pouchet, que creia que no, van permetre que observadors independents de diversos àmbits científics observessin i intentessin replicar les seves troballes. L'informe resultant es va inclinar pels arguments de Pouchet, amb la notable dissensió de l'autor principal, que va atribuir el seu plantejament de la qüestió en l'informe al temor a represàlies religioses. Malgrat l'intent de Doyere i Pouchet de concloure el debat sobre el tema de la resurrecció, les recerques van continuar.
En 1872, Wilhelm Preyer va introduir el terme 'anabiosis' (volta a la vida) per a descriure la revitalització d'organismes viables i sense vida a un estat actiu. Això va ser seguit ràpidament per la proposta de Schmidt en 1948 del terme «abiosis», la qual cosa va portar a una certa confusió entre els termes que descriuen el començament de la vida a partir d'elements no vius, la falta de vida viable i els components no vius que són necessaris per a la vida.
Com a part de la seva revisió de 1959 de les troballes originals de Leeuwenhoek i l'evolució de la ciència entorn dels quistos microbians i altres formes de suspensió metabòlica, D. Keilin va proposar el terme 'criptobiosis' (vida latent) per a descriure:
«...l'estat d'un organisme quan no mostra signes visibles de vida i quan la seva activitat metabòlica a penes es pot mesurar, o es paralitza de manera reversible.«
A mesura que la recerca microbiana va començar a guanyar popularitat de manera exponencial, els detalls sobre la fisiologia dels protistos ciliats i la formació de quistos van conduir a una major curiositat sobre el paper de l'enquistament en el cicle vital dels ciliats i altres microbis. La constatació que cap categoria d'organisme microscòpic és «propietària» de la capacitat de formar quistos metabòlicament inactius fa necessari el terme «quist microbià» per a descriure l'objecte físic tal com existeix en totes les seves formes. També és important en la generació del terme, la delineació d'endòspores i quistos microbians com a formes diferents de criptobiosis o latència. Les endòspores mostren un aïllament més extrem del seu entorn en termes de gruix de la paret cel·lular, impermeabilitat als substrats i presència d'àcid dipicolínic, un compost conegut per conferir resistència a la calor extrema. Els quistos microbians s'han comparat amb cèl·lules vegetatives modificades amb l'addició d'una càpsula especialitzada. És important destacar que l'enquistament és un procés que s'ha observat que precedeix a la divisió cel·lular, mentre que la formació d'una endòspora implica una divisió cel·lular no reproductiva. L'estudi del procés d'enquistament es va limitar en la seva major part a les dècades de 1970 i 1980, per la qual cosa no es coneixen els mecanismes genètics ni les característiques definitòries addicionals, encara que en general es creu que segueixen una seqüència de formació diferent de la de les endòspores.

## Formació de quists en diferents organismes

### Bacteris
En bacteris (per exemple Azotobacter sp.), l'enquistament es dona degut a canvis en la paret cel·lular; el citoplasma es contrau i la paret cel·lular es torna més gruixuda. Aquests quists són resistents a la dessecació, a la desintegració mecànica, als raigs ultraviolats i a la radiació ionitzant tanmateix no és molt gran la seva resistència a temperatures elevades i no estan en un estant completament en repòs ja que oxiden fonts de carboni molt ràpidament si els són administrades. (pag 492 Brock)  S’ha de diferenciar entre quists bacterians i endòspores ja que el model de formació i el grau de resistència a les condicions desfavorables no són les mateixes. Les endòspores són molt més resistents que els quists.
Els bacteris no sempre formen un únic quists, es coneixen diverses formes d’agrupament. Per exemple, el bacteri Rhodospirillium centenum, quan passa de forma cel·lular a quist, depenent de les condicions ambientals pot tenir entre 4 i 10 cèl·lules per quists.

### Protistes
Els protists, especialment els parasitaris, son amb freqüència exposats a condicions poc favorables durant moltes etapes del seu cicle de vida. Per exemple Entamoeba histolytica, un paràsit intestinal responsable de disenteria, forma quists quan ha de passar per les condicions àcides de l'estómac abans d’arribar a l’intestí. També ho fa quan s’enfronta a condicions desfavorables com la dessecació o la falta de nutrients quan està fora de l’hoste.
Els quists son formes molt adequades per afrontar condicions ambientals desfavorables, tanmateix els quists de protozous no son tant resistents com els quists bacterians.
Per afavorir encara més la supervivència, la composició química de la paret del quist pot tenir un paper clau en la dispersió dels protozous quan són fora de l’hoste. Els grups sialils presents a la paret del quist d’E. histolytica, li confereixen una càrrega negativa que impedeix la seva fixació a l’intestí. Això afavoreix la seva expulsió i disseminació cap a nous hostes.
Altres protozous intestinals com Giardia lamblia i Cryptosporidium també produeixien quists com a part del seu cicle de vida. Aquests quists són resistents als desinfectants habituals com el clor i al majoria de brots s’han associat a sistemes de purificació d’aigua que només utilitzaven la cloració com a mitjà de sanitització. L’aigua sotmesa a una correcta clarificació i filtració seguida de cloració o una altra desinfecció està generalment lliure de quists de protozous.

### Nematodes
Alguns nematodes parasitaris de plantes que habiten el sòl, com el nematode parasitari de la soja (Heterodera glycines), o el nematode parasitari de la patata (Globodera sp.) formen quists com a part normal del seu cicle de vida.

### Crustacis
Diversos tipus de branquiòpodes poden produir quists de diapausa. Aquesta és una adaptació a viure en piscines efímeres en hàbitats d'aigua dolça o salada i també ajuda en la dispersió a través del vent o en les vies digestives de les aus.
Els quists de Dàfnia fins i tot han estat revifats després d'haver estat enterrats durant 600 anys.
Alguns exemples entre els branquiòpodes inclouen: Artèmia i Streptocephalus a Anostracis; Triops a Notostracis; Cyzicus a Diplostracais; i Alona, Latonopsis, Macrothrix, Moina i Sida a Cladòcers.
Entre altres crustacis, alguns ostracodes —com Cypridopsis, Cyprinotus, Hysocypria i Potamocypris— desenvolupen quists de diapausa.
Entre els copèpodes, Cyclops també ho fa.

### Altres animals
La formació de quists de diapausa també s’ha observat en algunes espècies de Rotífers.

## Composició de la paret
La composició de la paret del quist no és la mateixa per tots els microorganismes. Les parets de quist dels bacteris estan formades per l'engrossiment de la paret cel·lular amb capes  peptidoglicà afegides, mentre que les parets dels quists de protozous estan fetes de quitina.
Les parets de quists de nematodes es componen de quitina reforçada per col·lagen. La paret del quist es compon de quatre capes, ectoquist, mesoquist, endoquist i la capa granular. L'ectoquist és una fina capa densa. El mesoquist és la capa més gruixuda i composta per un material compacte. L'endoquist és una capa fina, no tan densa com l'ectoquist. La capa granular varia de gruix i es compon de material granular. Els sucres de la paret de quist són N-acetilglucosamina (90%) i glucosa (10%).

## Patologia
Tot i que els components del quist en si no són patogènics, la formació d'un quist és el que dona a Giardia la seva principal eina de supervivència i la seva capacitat d'estendre's d'hoste a hoste. La ingestió d'aigua contaminada, aliments o matèria fecal dona lloc a la malaltia intestinal més comunament diagnosticada, Giardiasis.
Anteriorment es creia que el fet d’enquistar-se només beneficiava a la pròpia espècie tanmateix, s’han trobat casos de quists de protozous que són portadors de bacteris patogènics. Els bacteris són ingerits pels protozous i quan aquests s’enquisten, els bacteris podrien sobreviure d’uns dies a uns quants mesos en aquesta forma de resistència. No totes les espècies bacterianes sobreviuen i són digerides pels protozous.